# Drosos Kalotheou
Drosos Kalotheou (en griego: Δρόσος Καλοθέου; Chipre, 21 de febrero de 1945-20 de junio de 2024) fue un futbolista chipriota que jugó en la posición de centrocampista.

## Carrera

### Club
Jugó toda su carrera con el AC Omonia de 1965 a 1968, donde fue campeón nacional en una ocasión y se tuvo que retirar del fútbol a causa de una lesión.

### Selección nacional
Jugó para Chipre en cinco ocasiones 1965 a 1968, dos de esos partidos fueron en la clasificación de UEFA para la Copa Mundial de Fútbol de 1966 y los otros tres fueron en la clasificación para la Eurocopa 1968.

## Palmarés
- Primera División de Chipre (1): 1965/66